# 畢效欽
畢效欽（15世紀—16世紀），原名鏓，南直隸徽州府歙縣人，明朝政治人物。

## 生平
畢效欽是嘉靖十三年（1534年）甲午科應天鄉試第五十三名舉人，授南昌通判，流寇張蠻逃遁到鄱陽湖，他向朝廷請求領兵剿滅對方巢穴，不久因母親逝世回鄉，服闋後在四十五年（1566年）起為撫州通判。

## 引用
1. 1 2  民國《歙縣志·卷六·人物志》：畢效欽，原名鏓，登鄉薦通判南昌，閩廣巨寇張蠻流遁鄱陽湖，效欽請兵於胡中丞，擣其穴殲之，以內艱歸，服闋而中丞已歿，僅補撫州。
2. ↑  民國《歙縣志·卷四·選舉志》：科目……明……（嘉靖）十三年甲午鄉試……畢鏓
3. ↑  光緒《撫州府志·卷三十五·職官》：明……通判 總捕 督糧……畢效欽 歙縣人，（嘉靖）四十五年任